# Музей Петра Сагайдачного
Музе́й Петра́ Сагайда́чного — історико-краєзнавчий музей у селі Кульчиці Самбірського району Львівської області. 
В 1992 році прийнято рішення про утворення музею Петра Сагайдачного на базі сільського музею, що містився у церкві Св. Мучеників Флора і Лавра. Із серпня 1994 року музей став сектором Львівського історичного музею. у 2000 році музей Петра Сагайдачного за рішенням Львівської обласної державної адміністрації передано в підпорядкування відділу культури і туризму Самбірської райдержадміністрації. 
З 1992 року музей відвідало близько 20 тисяч осіб.